# Faeröers voetbalelftal in 1991
Het Faeröers voetbalelftal speelde in totaal zeven interlands in het jaar 1991, waaronder zes duels in de kwalificatiereeks voor het EK voetbal 1992 in Zweden. Ook speelde de ploeg negen officieuze interlands. De nationale selectie stond voor het derde opeenvolgende jaar onder leiding van de IJslandse bondscoach Páll Guðlaugsson.

## Balans
| Wedstrijden | Wedstrijden | Wedstrijden | Wedstrijden | Doelpunten | Doelpunten | Doelpunten | Punten |
| Gespeeld    | Winst       | Gelijk      | Verlies     | Voor       | Tegen      | Saldo      | Punten |
| ----------- | ----------- | ----------- | ----------- | ---------- | ---------- | ---------- | ------ |
| 7           | 0           | 2           | 5           | 2          | 23         | –21        | 0.286  |

## Officieus
|                               |              |       |         |  |
| 27 februari Vriendschappelijk | Finland U-23 | 2 – 2 | Faeröer |  |
| 27 februari Vriendschappelijk |              |       |         |  |

|                           |                |       |         |  |
| 1 maart Vriendschappelijk | Noorwegen U-23 | 3 – 1 | Faeröer |  |
| 1 maart Vriendschappelijk |                |       |         |  |

|                            |         |       |              |  |
| 14 april Vriendschappelijk | Faeröer | 2 – 2 | IJsland U-21 |  |
| 14 april Vriendschappelijk |         |       |              |  |

|                           |         |       |             |  |
| 11 juni Vriendschappelijk | Faeröer | 1 – 2 | Zweden U-23 |  |
| 11 juni Vriendschappelijk |         |       |             |  |

|                           |         |       |             |  |
| 13 juni Vriendschappelijk | Faeröer | 0 – 3 | Zweden U-23 |  |
| 13 juni Vriendschappelijk |         |       |             |  |

|                           |         |       |                  |  |
| 24 juni Vriendschappelijk | Faeröer | 3 – 0 | Shetlandeilanden |  |
| 24 juni Vriendschappelijk |         |       |                  |  |

|                           |         |       |           |  |
| 25 juni Vriendschappelijk | Faeröer | 3 – 2 | Groenland |  |
| 25 juni Vriendschappelijk |         |       |           |  |

|                           |         |       |        |  |
| 26 juni Vriendschappelijk | Faeröer | 5 – 3 | Jersey |  |
| 26 juni Vriendschappelijk |         |       |        |  |

|                           |         |       |          |  |
| 29 juni Vriendschappelijk | Faeröer | 2 – 0 | Anglesey |  |
| 29 juni Vriendschappelijk |         |       |          |  |

## Interlands
|                                                        |                  |       |                   |                                                                                          |
| 1 mei EK-kwalificatie № 7 «onderlinge duels» 21:00 uur | Noord-Ierland    | 1 – 1 | Faeröer           | Stadion Crvene Zvezde, Belgrado Toeschouwers: 10.000 Scheidsrechter: Michel Piraux (BEL) |
| 1 mei EK-kwalificatie № 7 «onderlinge duels» 21:00 uur | Colin Clarke 44' |       | 65' Kári Reynheim | Stadion Crvene Zvezde, Belgrado Toeschouwers: 10.000 Scheidsrechter: Michel Piraux (BEL) |

|                                                         | |       |         |                                                                                           |
| 16 mei EK-kwalificatie № 8 «onderlinge duels» 20:00 uur | Joegoslavië | 7 – 0 | Faeröer | Stadion Crvene Zvezde, Belgrado Toeschouwers: 6.745 Scheidsrechter: Vasilis Nikakis (GRE) |
| 16 mei EK-kwalificatie № 8 «onderlinge duels» 20:00 uur | Ilija Najdoski 21' Robert Prosinečki 24' Darko Pančev 50' Zvonimir Boban 68' Darko Pančev 73' Zoran Vulić 74' Davor Šuker 83' |       |         | Stadion Crvene Zvezde, Belgrado Toeschouwers: 6.745 Scheidsrechter: Vasilis Nikakis (GRE) |

|                                                         |                                                              |       |         |                                                                                    |
| 22 mei EK-kwalificatie № 9 «onderlinge duels» 19:00 uur | Oostenrijk                                                   | 3 – 0 | Faeröer | Lehener Stadion, Salzburg Toeschouwers: 13.000 Scheidsrechter: Loizos Loizou (CYP) |
| 22 mei EK-kwalificatie № 9 «onderlinge duels» 19:00 uur | Heimo Pfeifenberger 13' Michael Streiter 48' Arnold Wetl 63' |       |         | Lehener Stadion, Salzburg Toeschouwers: 13.000 Scheidsrechter: Loizos Loizou (CYP) |

|                                                             |                  |       |                    |                                                                                         |
| 15 juli Vriendschappelijk № 10 «onderlinge duels» 20:00 uur | Faeröer          | 1 – 1 | Turkije            | Ovara Vølli í Gundadali, Tórshavn Toeschouwers: 5.500 Scheidsrechter: Bo Karlsson (SWE) |
| 15 juli Vriendschappelijk № 10 «onderlinge duels» 20:00 uur | Todi Jónsson 50' |       | 75' Hami Mandıralı | Ovara Vølli í Gundadali, Tórshavn Toeschouwers: 5.500 Scheidsrechter: Bo Karlsson (SWE) |

|                                                                |         |                                                                                             |               |                                                                                             |
| 11 september EK-kwalificatie № 11 «onderlinge duels» 19:00 uur | Faeröer | 0 – 5                                                                                       | Noord-Ierland | Landskrona Idrottsplats, Landskrona Toeschouwers: 1.623 Scheidsrechter: Simo Ruokonen (FIN) |
| 11 september EK-kwalificatie № 11 «onderlinge duels» 19:00 uur |         | 8' Kevin Wilson 12' Colin Clarke 14' Alan McDonald 51' Colin Clarke 68' (pen.) Colin Clarke |               | Landskrona Idrottsplats, Landskrona Toeschouwers: 1.623 Scheidsrechter: Simo Ruokonen (FIN) |

|                                                                |         |                                                                        |            |                                                                                             |
| 25 september EK-kwalificatie № 12 «onderlinge duels» 19:30 uur | Faeröer | 0 – 4                                                                  | Denemarken | Landskrona Idrottsplats, Landskrona Toeschouwers: 2.589 Scheidsrechter: Jim McCluskey (SCO) |
| 25 september EK-kwalificatie № 12 «onderlinge duels» 19:30 uur |         | 2' Kim Christofte 7' Bent Christensen 71' Frank Pingel 76' Kim Vilfort |            | Landskrona Idrottsplats, Landskrona Toeschouwers: 2.589 Scheidsrechter: Jim McCluskey (SCO) |

|                                                              |         |                                          |             |                                                                                                  |
| 16 oktober EK-kwalificatie № 13 «onderlinge duels» 20:00 uur | Faeröer | 0 – 2                                    | Joegoslavië | Landskrona Idrottsplats, Landskrona Toeschouwers: 11.510 Scheidsrechter: Günther Habermann (GER) |
| 16 oktober EK-kwalificatie № 13 «onderlinge duels» 20:00 uur |         | 18' Vladimir Jugović 80' Dejan Savićević |             | Landskrona Idrottsplats, Landskrona Toeschouwers: 11.510 Scheidsrechter: Günther Habermann (GER) |

## Statistieken
In onderstaand overzicht zijn alleen de officiële interlands meegenomen in de statistieken
| Jens Martin Knudsen  | 1967-06-11 | NSÍ Runavík        | 7 | 0 | 0 | 13 | 0 |
| Kaj Leo Johannesen   | 1964-08-28 | HB Tórshavn        | 0 | 1 | 0 | 1  | 0 |
| Verdediging          |            |                    |   |   |   |    |   |
| Jan Dam              | 1968-09-07 | HB Tórshavn        | 7 | 0 | 0 | 10 | 1 |
| Mikkjal Danielsen    | 1960-05-16 | MB Miðvágur        | 7 | 0 | 0 | 12 | 0 |
| Tummas Eli Hansen    | 1966-02-11 | B36 Tórshavn       | 7 | 0 | 0 | 11 | 0 |
| Jóannes Jakobsen     | 1961-08-25 | VB Vágur           | 7 | 0 | 0 | 12 | 0 |
| Middenveld           |            |                    |   |   |   |    |   |
| Abraham Hansen       | 1959-06-16 | ÍF Fuglafjørður    | 7 | 0 | 0 | 13 | 0 |
| Allan Mørkøre        | 1971-11-22 | KÍ Klaksvík        | 5 | 0 | 0 | 7  | 1 |
| Torkil Nielsen       | 1964-01-26 | 07 Vestur Sørvágur | 4 | 0 | 0 | 10 | 2 |
| Magni Jarnskor       | 1968-11-16 | GÍ Gøta            | 3 | 1 | 0 | 6  | 0 |
| Albert Ari Thomassen | 1971-02-03 | 07 Vestur Sørvágur | 2 | 2 | 0 | 4  | 0 |
| Jens Erik Rasmussen  | 1968-06-02 | MB Miðvágur        | 2 | 1 | 0 | 5  | 0 |
| Eyðfinn Davidsen     | 1966-01-19 | MB Miðvágur        | 1 | 2 | 0 | 3  | 0 |
| Jákup Símun Simonsen | 1966-02-17 | B36 Tórshavn       | 1 | 1 | 0 | 2  | 0 |
| Aanval               |            |                    |   |   |   |    |   |
| Kári Reynheim        | 1964-02-15 | B36 Tórshavn       | 7 | 0 | 1 | 13 | 1 |
| Jan Allan Müller     | 1969-07-25 | VB Vágur           | 4 | 2 | 0 | 7  | 0 |
| Kurt Mørkøre         | 1969-02-02 | KÍ Klaksvík        | 4 | 1 | 0 | 11 | 1 |
| Todi Jónsson         | 1972-02-02 | KÍ Klaksvík        | 4 | 0 | 1 | 4  | 1 |
| Gunnar Mohr          | 1963-07-17 | HB Tórshavn        | 0 | 1 | 0 | 5  | 0 |

FSF · A-internationals · Statistieken · Bondscoaches · Faeröers vrouwenelftal · Faeröer U21 · Faeröer U20 · Faeröer U19 · Faeröer U18 · Faeröer U17 · Faeröer U16
1980 – 1989 ·
1990 – 1999 ·
2000 – 2009 ·
2010 – 2019 ·
2020 – 2029
1988 · 
1989 · 
1990 ·
1991 · 
1992 · 
1993 · 
1994 · 
1995 · 
1996 · 
1997 · 
1998 · 
1999 · 
2000 · 
2001 · 
2002 · 
2003 · 
2004 · 
2005 · 
2006 · 
2007 · 
2008 · 
2009 · 
2010 · 
2011 · 
2012 · 
2013 · 
2014 · 
2015 · 
2016 ·
2017 ·
2018 ·
2019 ·
2020 ·
2021 ·
2022 ·
2023 ·
2024
Albanië ·
Andorra ·
Armenië ·
Azerbeidzjan ·
België ·
Bosnië en Herzegovina ·
Canada ·
Cyprus ·
Denemarken ·
Duitsland ·
Estland ·
Finland ·
Frankrijk ·
Georgië ·
Gibraltar ·
Griekenland ·
Hongarije ·
Ierland ·
IJsland ·
Israël ·
Italië ·
Joegoslavië ·
Kazachstan ·
Kosovo ·
Letland · 
Liechtenstein ·
Litouwen ·
Luxemburg ·
Malta ·
Moldavië ·
Nederland ·
Noord-Ierland ·
Noord-Macedonië ·
Noorwegen ·
Oekraïne ·
Oostenrijk ·
Polen ·
Portugal ·
Roemenië ·
Rusland ·
San Marino ·
Schotland ·
Servië ·
Servië en Montenegro · 
Slovenië ·
Slowakije ·
Spanje ·
Thailand ·
Tsjechië ·
Tsjecho-Slowakije ·
Turkije ·
Wales ·
Zweden ·
Zwitserland